# Gouvernement Pierre Tirard (1)
Troisième République
Gouvernement Maurice Rouvier I Gouvernement Charles Floquet
Le premier gouvernement Pierre Tirard est le gouvernement de la Troisième République en France du 12 décembre 1887 au 1er avril 1888.
Pierre Tirard, ami personnel de Sadi Carnot, compose un gouvernement à majorité opportuniste. Le cabinet a la particularité d'avoir parmi ses membres trois futurs présidents de la République, Armand Fallières, Émile Loubet et Félix Faure.

## Contexte
Après le scandale des décorations, le Président de la République, Jules Grévy est poussé à la démission le 2 décembre 1887, de même que le gouvernement Rouvier 19 novembre 1887 par la Chambre puis officiellement le 4 décembre 1887.
Le nouveau président de la République Sadi Carnot propose d'abord le gouvernement aux radicaux, qui demandent des garanties excessives. Il appelle alors une première fois Armand Fallières pour former un gouvernement, sans succès. Les radicaux et les opportunistes, s'ils souhaitent former un gouvernement de concentration, n'ont aucun programme commun.
Le 10 décembre 1887, Sadi Carnot appelle René Goblet à former le nouveau gouvernement, mais ce dernier échoue. Il refuse par la même occasion la demande de Georges Boulanger de revenir au gouvernement. Le 11 décembre 1887, Carnot désigne à nouveau Armand Fallières à constituer le nouveau gouvernement, mais échoue également. Le 12 décembre 1887, Sadi Carnot nomme Pierre Tirard à la présidence du Conseil des ministres. Il s'agit d'un de ses amis, détesté par les gambettistes mais n'ayant pas une forte personnalité selon ses collègues. De plus, il s'agit d'un sénateur à vie. Ce nouveau gouvernement n'a pas l'appui du groupe de l'Extrême gauche et que d'une minorité de la Gauche radicale. La nomination du ministre de la Marine et des Colonies François de Mahy choque les radicaux, car celui-ci est partisan de l'annexion de Madagascar. Le ministre de la Guerre François Logerot est désigné par le général Joseph Brugère car sûr, non-politique et qu'il n'est pas spécialement proche de Georges Boulanger. Le 15 décembre, le discours d'investiture est assez faible, se concentrant sur un catalogue de mesures économiques. Les radicaux décident de ne pas renverser le ministère immédiatement mais le gouvernement ne reçoit aucun vote de confiance.

## Composition
| Fonction | Fonction                           | Image | Nom           | Parti politique                        |
| -------- | ---------------------------------- | ----- | ------------- | -------------------------------------- |
|          | Président du Conseil des ministres |       | Pierre Tirard | Union des gauches (Union républiciane) |

### Nomination du12 décembre 1887[1]
| Fonction | Fonction                                                         | Image | Nom               | Parti politique                                |
| -------- | ---------------------------------------------------------------- | ----- | ----------------- | ---------------------------------------------- |
|          | Ministre des Finances                                            |       | Pierre Tirard     | Union des gauches (Union républiciane)         |
|          | Ministre de la Justice                                           |       | Armand Fallières  | Union des gauches (Union démocratique)         |
|          | Ministre des Affaires étrangères                                 |       | Émile Flourens    | Union des gauches (Union démocratique)         |
|          | Ministre de la Guerre                                            |       | François Logerot  | Républicains                                   |
|          | Ministre de l’Intérieur                                          |       | Ferdinand Sarrien | Union des gauches (Union démocratique)         |
|          | Ministre de la Marine et des Colonies                            |       | François de Mahy  | Union des gauches (Union démocratique)         |
|          | Ministre de l'Instruction publique, des Beaux-Arts et des Cultes |       | Léopold Faye      | Union des gauches (Union démocratique)         |
|          | Ministre des Travaux publics                                     |       | Émile Loubet      | Gauche républicaine                            |
|          | Ministre du Commerce et de l'Industrie                           |       | Lucien Dautresme  | Union des gauches (Républicains progressistes) |
|          | Ministre de l'Agriculture                                        |       | Jules Viette      | Gauche radicale                                |

### Remaniement du5 janvier 1888
- Cessation des fonctions de François de Mahy, ministre de la Marine et des Colonies.

| Fonction | Fonction                                           | Image | Nom                         | Parti politique                        |
| -------- | -------------------------------------------------- | ----- | --------------------------- | -------------------------------------- |
|          | Ministre de la Marine et des Colonies              |       | Jules François Émile Krantz | SE                                     |
|          | Sous-secrétaire d'État à la Marine et aux Colonies |       | Félix Faure                 | Union des gauches (Union républiciane) |

### Remaniement du19 février 1888
Félix Faure après un vote rejeté par exactement la moitié des voix (256) à la Chambre d'un crédit de 20 millions qui représentait la subvention annuelle servie par la métropole au Tonkin, il démissionne.
| Fonction | Fonction                                                                            | Image | Nom                | Parti politique |
| -------- | ----------------------------------------------------------------------------------- | ----- | ------------------ | --------------- |
|          | Sous-secrétaire d'État à la Marine et aux Colonies (spécialement pour les colonies) |       | Amédée de La Porte | Gauche radicale |

## Bilan
Le gouvernement est d'abord considéré comme d'une transition vers un gouvernement plus stable et fort. Charles Floquet est très rapidement remarqué pour ses discours ministeriels et dès le 16 janvier, le gouvernement est mis en difficulté par Gustave de Lamarzelle puis par Pierre Waldeck-Rousseau. C'est uniquement grâce à l'action de René Goblet que le gouvernement obtient un vote de confiance. Le 13 février, Félix Faure démissionne après l'échec de l'obtention de crédit pour le Tonkin. Le 23 février, un vote de confiance est voté avec uniquement 248 voix pour et 220 contre, sauvé par l'abstention de 41 monarchistes. Une nouvelle fois, le 28 février, le gouvernement frôle la chute face à l'élection du ministre Flourens qui est vue comme une candidature officielle.
Après les élections partielles du 26 février, où Georges Thiébaud fait campagne pour le général Boulanger, avec le soutien de l'extrême-gauche et secrètement de Boulanger. Ce secret de polichinelle est rapidement comprit par la police qui perce le code des lettres entre Boulanger et Dillon où il affirme approuver ces mesures. Le 22 février le ministre Logerot demande à Boulanger s'il en est à l'origine, Boulanger nie et ment à son supérieur. Boulanger obtient un score honorable dans trois des sept départements, ce qui alarme le gouvernement. Les radicaux dénoncent cette pratique. Le 3 mars, Boulanger écrit une lettre à Logerot disant qu'il ne veut que s'occuper de l'armée et sa lettre est publié. Dans celle-ci, il ne désavoue pas la méthode plébiscitaire. De plus, Boulanger vient, parfois secrètement, à Paris sans autorisation. Il reçoit le 19 février, l'ordre de rentrer immédiatement à Clermont-Ferrand et le 25, il demande à venir à Paris, refusé mais y vient tout de même à cinq reprise jusqu'au 5 mars. Le 15 mars, Logerot publie un rapport officiel sur Boulanger. Il est immédiatement mis en non-activité par retrait d'emploi. C'est une surprise pour tous, même pour Tirard qui n'avait pas été informé. Logerot refuse de se laisser faire face aux mensonges de Boulanger et son indiscipline. Cette solution conduira irrémédiablement à la réforme, mais les opportunistes pensent que même élu, il se noiera dans la masse parlementaire. 
Cette décision est approuvée par les journaux opportunistes ainsi que Le Radical, La Justice ne prenant pas parti. Clémenceau organise même une déclaration signé par 72 noms condamnant la pratique. Tous les journaux soulèvent la question de la différence entre les fautes officielles, être venus à Paris sans autorisation, et la sanction. Tous indiquent qu'il doit y avoir d'autres motifs, celui qui est le plus simple à expliqué est la peur de sa popularité.
Le 20 mars, le gouvernement traduit Boulanger devant un conseil d'enquête qui conclut à la culpabilité de Boulanger pour fautes graves le 26 mars. Le 27, Logerot radie le général des cadres de l'armée.

## Fin du gouvernement et passation des pouvoirs
Le 30 mars, le budget est presque terminé et les parlementaires estiment que le gouvernement avait fait ce que l'on attendait de lui. 
Le 1er avril 1888, Georges Laguerre, souhaitant accélérer les choses, propose à la Chambre une proposition de révision constitutionnelle. Tirard, pose la confiance envers le gouvernement contre l'urgence de la proposition. Il est alors renversé par 268 contre 237 (les socialistes, l'extrême gauche et la gauche radical votant en même temps que 136 députés de droite). La Chambre refuse cependant la nomination immédiate de la commission. Pierre Tirard présente la démission du Gouvernement au président de la République, Sadi Carnot.
Charles Floquet est pressenti comme président du Conseil dès le début d'année 1888 mais les Russes y opposent un veto qu'ils lèvent au cours du mois de mars pour des raisons politico-économiques. Dès le 31 mars, Sadi Carnot demande à Émile Loubet, Louis Ricard et Maurice Rouvier de prendre la présidence, essuyant des refus puis offre le pouvoir à Floquet qui accepte. La combinaison choisie est à dominante radicale avec certains gages pour les modérés qui espèrent user rapidement le gouvernement pour reprendre le pouvoir.
Le 3 avril 1888, Sadi Carnot nomme Floquet à la présidence du Conseil des ministres.